# 斗六行啟記念館
斗六行啟記念館，是位於雲林縣斗六市的一座雲林縣文化資產，約建於1927年，是為紀念1923年裕仁太子訪台而建的記念館。

## 介紹
裕仁皇太子於1923年4月訪台，在基隆上陸後，行經台北、桃園、新竹、台中、台南等地。期間曾造訪斗六，而在訪台行程結束後，斗六仕紳吳克明發起興建行啟紀念館，由地方及官方共同集資興建，時稱「斗六記念公館」，作為斗六的公共集會空間。戰後，此建築由地下水公司進駐使用，之後又陸續由公路局嘉義監理所斗六分站、雲林縣府工商課、軍公教福利中心、國有財產局中區辦事處等單位使用。其在1999年的921大地震中嚴重受損，被列為危樓且一度發生火警。在2001年以「斗六國有財產局雲林辦公廳舍」之名稱被登錄為雲林縣歷史建築。修復工程於2005年至2006年進行，並在2006年將登錄名稱變更為「斗六行啟記念館」。
斗六行啟紀念館在修復後便閒置，且一度成為行政院列管重點蚊子館。2010年，斗六市公所同意由雲林縣政府代管活化，作為「斗六公民會館」並由「TAE台灣藝術家合奏團」營運管理。2016年斗六市公所收回自行營運。